# Паплін (Лодзинське воєводство)
Паплін (пол. Paplin) — село в Польщі, у гміні Ковеси Скерневицького повіту Лодзинського воєводства.
Населення — 165 осіб (2011).
У 1975-1998 роках село належало до Скерневицького воєводства.

## Демографія
Демографічна структура станом на 31 березня 2011 року:
|          | Загалом | Допрацездатний вік | Працездатний вік | Постпрацездатний вік |
| -------- | ------- | ------------------ | ---------------- | -------------------- |
| Чоловіки | 85      | 20                 | 53               | 12                   |
| Жінки    | 80      | 12                 | 43               | 25                   |
| Разом    | 165     | 32                 | 96               | 37                   |